# Nicolaus Bernoulli
Nicolaus Bernoulli (también escrito en ocasiones como Nicolau o Niklaus en su grafía alemana; 1662-1716) fue un pintor suizo, padre del matemático conocido como Nicolaus I Bernoulli.

## Semblanza
Era miembro de la familia Bernoulli radicada en Basilea, donde nació en 1662. Su abuelo, Jacob, un comerciante de especias, había llegado a la ciudad suiza en 1620, y se le concedió la ciudadanía en 1622. Su padre también se llamaba Nicolaus (1623-1708), y estaba casado con Margarethe Schönauer.
Nicolaus ocupaba el cargo de consejero en el concejo de Basilea, dedicándose también a la pintura. Su obra más famosa es el retrato realizado en 1867 de su hermano Jacob (1654-1705), el mismo año en que este último obtuvo la cátedra de matemáticas en la Universidad de Basilea.
Estaba casado con Ursula Stähelin,  siendo los padres del matemático Nicolaus I Bernoulli.
Falleció en 1716 en Basilea, en el año que cumplía 54 años de edad.